# Antiga Sala Odeon
L'Antiga Sala Odeon és un edifici del municipi de Girona que forma part de l'Inventari del Patrimoni Arquitectònic de Catalunya.

## Descripció
És un edifici de planta semi quadrada, amb doble espai ampli i estructura de suport de pilars de fosa, que havia estat destinat a sala de ball. S'accedeix a l'interior per un extrem des de les escales de la pujada de Sant Martí. L'interior presenta dos nivells, que eren destinats a llotges, que conserven encara les baranes de ferro fos i una gran cel-ras decorat amb pintures al fresc. El conjunt es troba deteriorat.

## Història
Abans de la construcció del Teatre Municipal de Girona la ciutat contemplava els espectacles teatrals a l'antic teatre de Pallol, que a mitjan segle xix fou tancat definitivament pel seu mal estat físic. Al no existir altre local similar l'activitat teatral es traslladà, a partir de 1857 a la Sala Odeón, on el seu propietari Joan Artau i Barrera havia obert un escenari per combinar la pràctica del ball amb l'acció teatral, no sense que el bisbe Florenci es queixés pel desenvolupament d'aquelles activitats a tocar del Seminari. Per altra part Artau comprà a baix preu el material del Pallol, explotà l'Odeón durant res anys, va revendre després part de l'utillatge al nou teatre Municipal i es quedà els anys a venir a l'escenari d'aquell nou coliseu com encarregat d'attrezzo i guarda-roba.
Joan Artau i Barrera mor a Barcelona el 8 de març de 1881 deixant una única filla Concepció Artau i Barrera casada amb Tomàs Carreras i Roca impressor pares dels germans Tomàs Carreras i Artau i Joaquim Carreras i Artau.